# Новза (станція метро)
41°17′31″ пн. ш. 69°13′24″ сх. д. / 41.29194° пн. ш. 69.22333° сх. д.
Новза (узб. Новза, Novza) — станція Чилонзорської лінії Ташкентського метрополітену розташована між станціями Мірзо Улугбек і Міллій бог.
До 16 червня 2015 мала назву Хамза.
Відкрита 6 листопада 1977 у складі першої черги Чилонзорської лінії. Названа на честь узбецького радянського поета Хамзи Хакімзаде Ніязі.
Односклепінна станція мілкого закладення з двома підземними вестибюлями.
Форму склепіння продовжують стіни, оздоблені мармуром світлих тонів з декоративною різьбою у вигляді сталактитів, що оперізують колійні стіни платформового залу. Світильники у вигляді шестигранних стільників, утоплені у склепіння, створюють малюнок що світиться на стелі.